# Rigiopappus leptocladus
 Rigiopappus leptocladus   A.Gray, 1865 è una specie di piante angiosperme dicotiledoni della famiglia delle Asteraceae, sottofamiglia Asteroideae, tribù Astereae (North American lineage) e sottotribù Pentachaetinae.  Rigiopappus leptocladus  è anche l'unica specie del genere  Rigiopappus  A.Gray, 1865.

## Etimologia
Il nome del genere deriva dalla lingua latina: "rigeo" (= rigido) e pappo e fa riferimento alle squame rigide del pappo. L'epiteto specifico ( leptocladus) deriva dalle parole greche: "leptos" (= stretto, slanciato delicato) e "klados" (= ramo"); indica una pianta con germogli sottili.
Il nome scientifico della specie è stato definito dal botanico Asa Gray (1810-1888) nella pubblicazione " Proceedings of the American Academy of Arts and Sciences. Boston, MA" (Proc. Amer. Acad. Arts 6: 548) del 1865. Il nome scientifico del genere è stato definito nella stessa pubblicazione.

## Descrizione

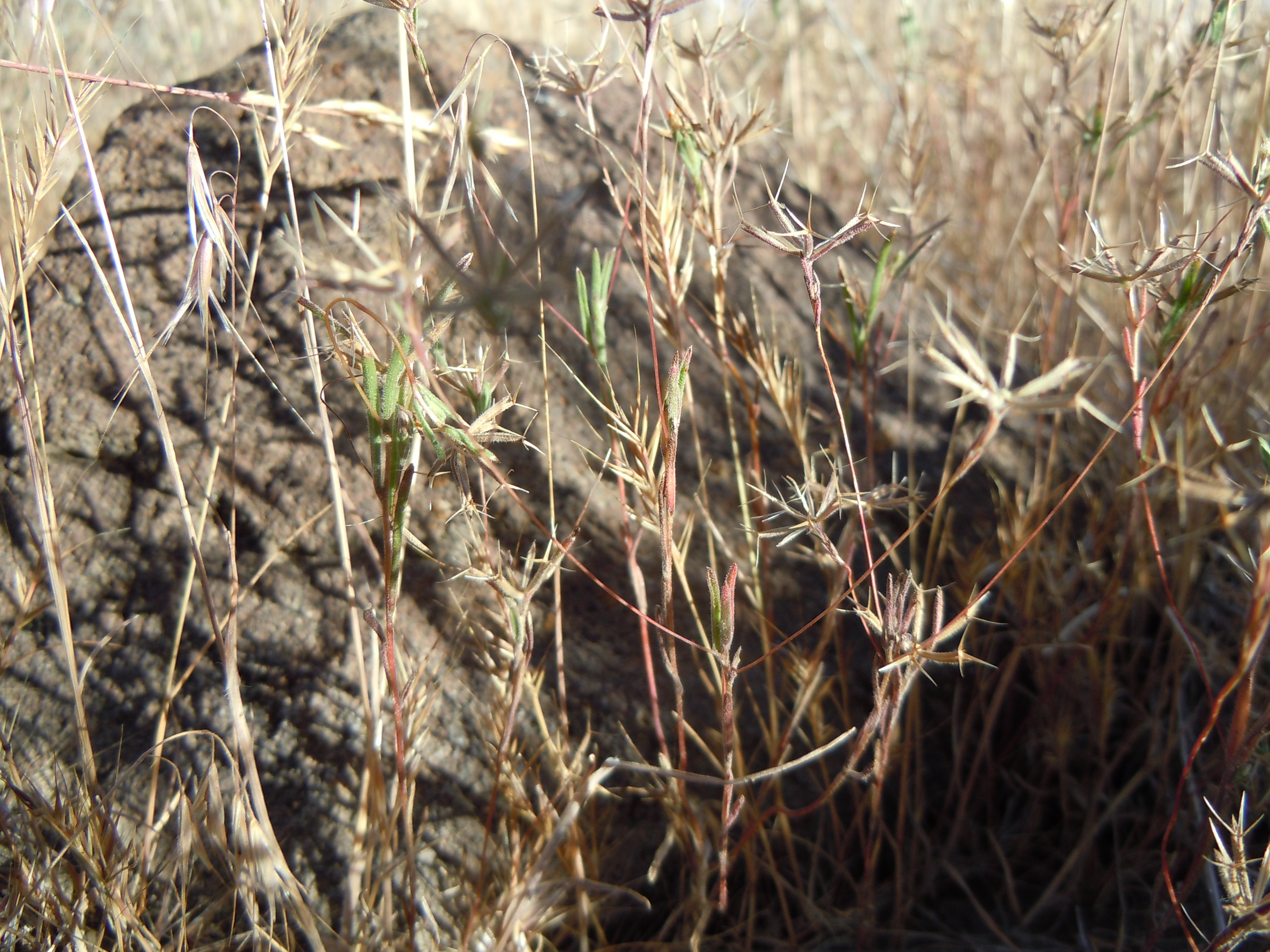
Il portamento

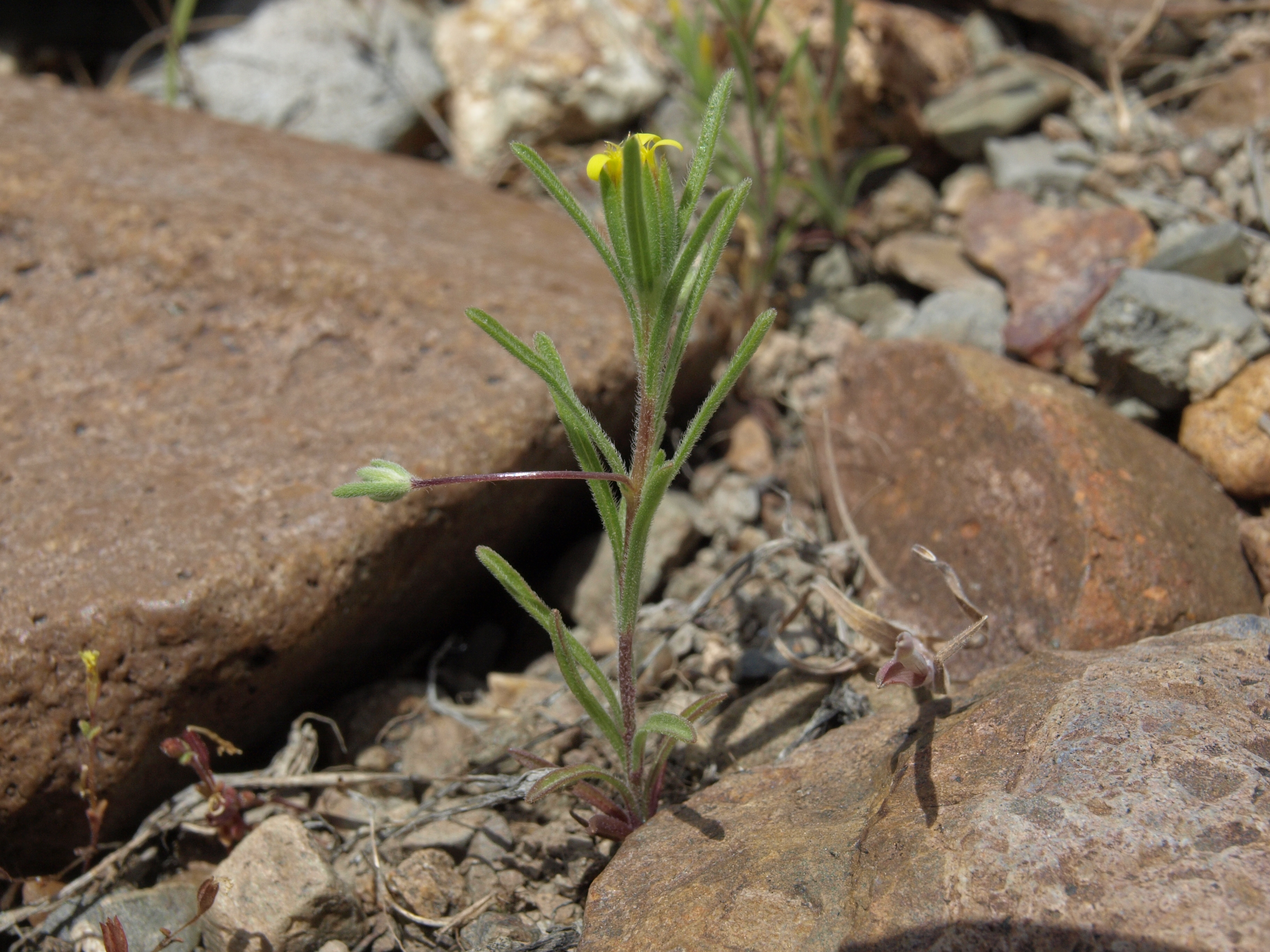
Le foglie

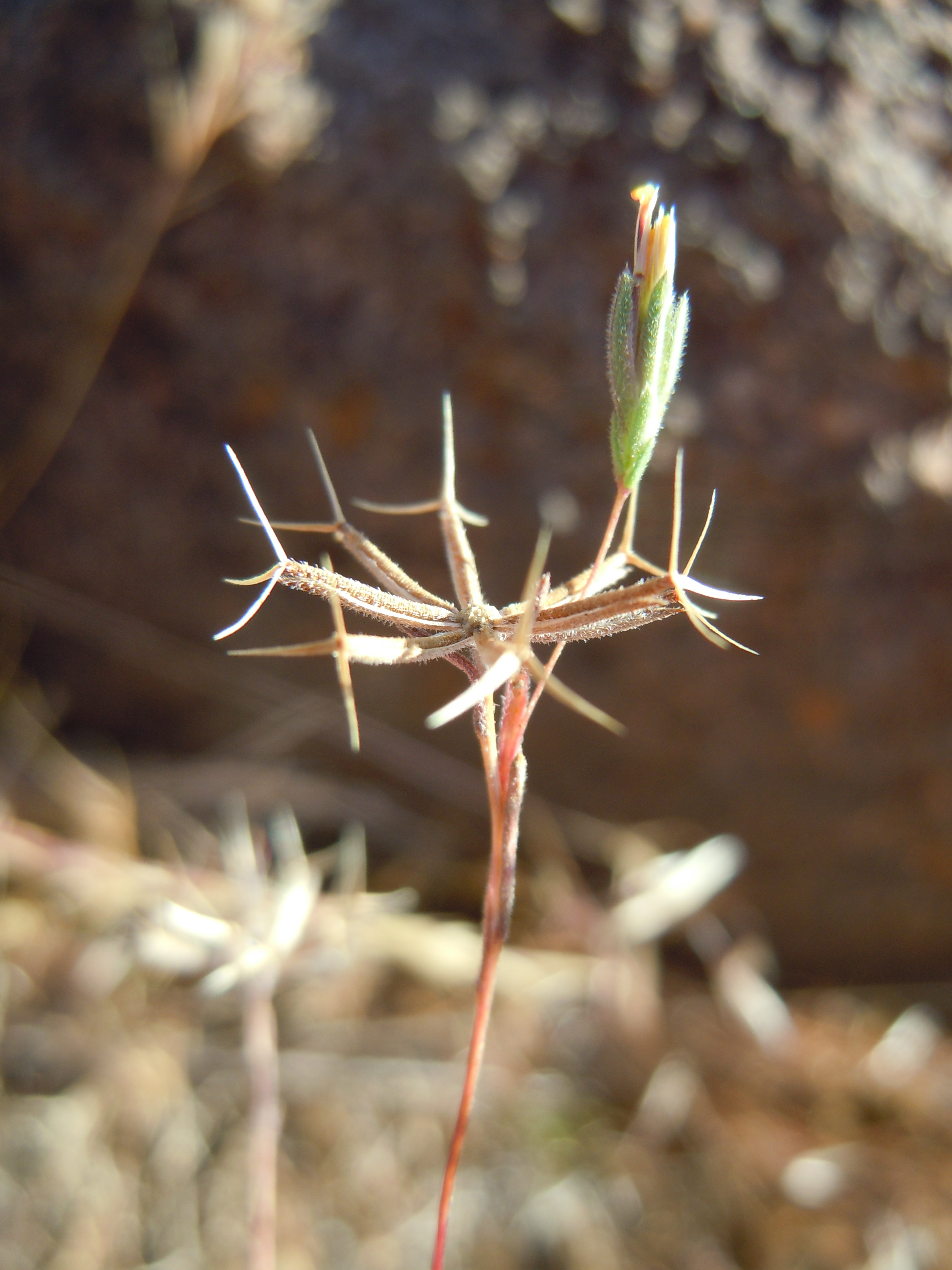
Infiorescenza

Portamento. La specie di questa voce ha un habitus di tipo erbaceo annuale con superfici irsute.
Fusto. La parte aerea è eretta, semplice o ramosa (i rami laterali spesso sovrastano il fusto centrale). Altezza media: 5 - 30 cm.
Foglie. Le foglie lungo il fusto sono disposte in modo alternato e da ascendente a erette, sono inoltre sessili; la lamina, con 1 - 3 nervature longitudinali, è intera o lineare-filiforme o strettamente lanceolata. Le facce sono scarsamente irsute o glabre. Dimensione delle foglie: 9 - 30 x 1 - 2 cm.
Infiorescenza. Le sinflorescenze sono scapose (capolini solitari). Le infiorescenze vere e proprie sono composte da un capolino terminale lungamente peduncolato di tipo radiato; il peduncolo può essere sotteso da foglie o brattee. I capolini sono formati da un involucro, con forme ampiamente turbinate (o cilindriche), composto da 11 - 20 brattee, al cui interno un ricettacolo fa da base ai fiori di due tipi: fiori del raggio e fiori del disco. Le brattee, subuguali, con forme da lineari-oblunghe a lanceolate, apici acuti, superficie irsuta, margini scariosi sono disposte in modo più o meno embricato su 2 serie. Il ricettacolo, piatto e bucherellato, è provvisto di pagliette tra i fiori del raggio e quelli del disco. Diametro dell'involucro: 4 - 7 mm.
Fiori. I fiori sono tetra-ciclici (formati cioè da 4 verticilli: calice – corolla – androceo – gineceo) e pentameri (calice e corolla formati da 5 elementi). Si distinguono in:
- fiori del raggio (esterni): da 3 a 13 per capolino sono femminili e sono disposti su una sola serie; la forma è ligulata (zigomorfa); raramente sono assenti;
- fiori del disco (centrali): sono più numerosi (da 7 a 50) con forme brevemente tubulose (attinomorfe); sono ermafroditi.

- Formula fiorale:

*/x K {\displaystyle \infty }, [C (5), A (5)], G 2 (infero), achenio
- Calice: i sepali del calice sono ridotti ad una coroncina di squame.

- Corolla:

- fiori del raggio: la forma della corolla alla base è più o meno tubulosa, mentre all'apice è ligulata; la ligula può terminare con alcuni denti; il colore è giallo sfumato di porpora;
- fiori del disco: la forma è strettamente tubulare bruscamente divaricata in 2 - 4 lobi; i lobi, patenti o eretti, hanno una forma deltata con sfrange o peli; il colore è giallo o giallo-forte.

- Androceo: l'androceo è formato da 5 stami sorretti da filamenti generalmente liberi; gli stami sono connati e formano un manicotto circondante lo stilo; le teche (produttrici del polline) alla base sono troncate e sono lievemente auricolate (molto raramente sono speronate o hanno una coda); le appendici apicali delle antere hanno delle forme piatte e lanceolate; il tessuto endoteciale (rivestimento interno dell'antera) è quasi sempre polarizzato (con due superfici distinte: una verso l'esterno e una verso l'interno). Il polline è sferico con un diametro medio di circa 25 micron; è tricolporato (con tre aperture sia di tipo a fessura che tipo isodiametrica o poro) ed è echinato (con punte sporgenti).[11][13]

- Gineceo: l'ovario è infero uniloculare formato da 2 carpelli.[7] Lo stilo (il recettore del polline) è profondamente bifido (con due stigmi divergenti) e con le linee stigmatiche marginali separate e lunghe.[14] I due bracci dello stilo hanno una forma da subulare a filiforme e possono essere papillosi o ricoperti da ciuffi di peli.

Frutti. I frutti sono degli acheni con pappo; 
- achenio: gli acheni sono strettamente cilindrici, o leggermente fusiformi, poco compressi lateralmente; la superficie è strigosa o con setole clavate apicalmente; dimensione degli acheni: 4 - 5 mm;
- pappo: il pappo, persistente, è formato da 3 - 5 scaglie subulate rigide e bianche; dimensione del pappo: 1 - 4 mm.

## Biologia
Impollinazione: tramite insetti (impollinazione entomogama tramite farfalle diurne e notturne).

Riproduzione: la fecondazione avviene fondamentalmente tramite l'impollinazione dei fiori.

Dispersione: i semi cadono a terra e vengono dispersi soprattutto da insetti come formiche (disseminazione mirmecoria). Un altro tipo di dispersione è zoocoria: gli uncini delle brattee dell'involucro (se presenti) si agganciano ai peli degli animali di passaggio che portano così i semi anche su lunghe distanze. Inoltre per merito del pappo il vento può trasportare i semi anche per alcuni chilometri (disseminazione anemocora).

## Distribuzione e habitat
La specie di questa voce è distribuita negli U.S.A. sud-occidentali.

## Sistematica
La famiglia di appartenenza di questa voce (Asteraceae o Compositae, nomen conservandum) probabilmente originaria del Sud America, è la più numerosa del mondo vegetale, comprende oltre 23.000 specie distribuite su 1.535 generi, oppure 22.750 specie e 1.530 generi secondo altre fonti (una delle checklist più aggiornata elenca fino a 1.679 generi). La famiglia attualmente (2021) è divisa in 16 sottofamiglie; la sottofamiglia Asteroideae è una di queste e rappresenta l'evoluzione più recente di tutta la famiglia.

### Filogenesi
La tribù Astereae (una delle 21 tribù della sottofamiglia Asteroideae) comprende circa 40 sottotribù. In base alle ultime ricerche nella tribù sono stati individuati (provvisoriamente) 5 principali lignaggi:
- Basal grade: include alcuni generi isolati, il gruppo "South American-Oceania", alcune sottotribù africane e il gruppo dei generi legnosi del Madagascar.
- Bellis lineage: comprende le sottotribù eurasiatiche e una sottotribù africana.
- Aster lineage: include i generi asiatici di Asterinae e i principali gruppi dell'Australia e dell'Oceania.
- Baccharis lineage: include alcuni gruppi sudamericani.
- North American lineage: include la vasta gamma di sottotribù del Nordamerica, Messico e alcuni gruppi distribuiti nel Sudamerica.

Il genere  Rigiopappus  (insieme alla sottotribù Pentachaetinae) è incluso nel lignaggio "North American lineage". La sottotribù è suddivisa in due gruppi: "Pentachaeta group" e "Ericameria group". Il genere della specie di questa voce appartiene al "Pentachaeta group".
I caratteri distintivi della specie Rigiopappus leptocladus sono:
- il ricettacolo si presenta con delle pagliette solamente tra i fiori del raggio e quelli del disco;
- il pappo è formato da lunghe scaglie.

Il numero cromosomico delle specie di questo genere è: 2n = 18

### Sinonimi
Sono elencati alcuni sinonimi per questa entità:
- Rigiopappus leptocladus var. longiaristatus A.Gray
- Rigiopappus longiaristatus Rydb.